# Helen Bamber
Helen Bamber OBE (* 1. Mai 1925 in London; † 21. August 2014 ebenda) war eine britische Psychotherapeutin, die sich der Hilfe für Holocaust-Überlebende und Folter-Opfer verschrieb. 2005 gründete sie eine Stiftung zur Unterstützung von Opfern von Gewaltverbrechen weltweit, die Helen Bamber Foundation mit Sitz in London.

## Leben
Helen Bamber entstammte einer jüdischen Familie und wuchs in London auf. Nach ihrem Schulabschluss begann sie ein Studium der Psychologie an der Universität Essex. Im Alter von zwanzig Jahren wurde sie einem der ersten Experten-Teams der Jewish Relief Unit (JRU) zugewiesen, das sich der Überlebenden im KZ Bergen-Belsen annahm. Sie blieb zweieinhalb Jahre in Deutschland und engagierte sich besonders für eine Gruppe junger Überlebender, die an Tuberkulose erkrankt waren und in der Schweiz Heilung und eine bessere Zukunft finden sollten.
1947 kehrte Helen Bamber nach England zurück und wurde in einem Komitee aktiv, das sich des Schicksals der Kleinkinder annahm, welche die Konzentrationslager überlebt hatten. Während der nächsten acht Jahre bildete sie sich in enger Zusammenarbeit mit der Anna-Freud-Klinik in der Therapie traumatisierter Kinder und junger Erwachsener fachlich weiter. Parallel studierte sie Sozialwissenschaften an der London School of Economics.
Seit 1958 war sie als Leiterin der Sozialbetreuung an unterschiedlichen Kliniken tätig und Mitgründerin der National Association for the Welfare of Children in Hospital, die es erstmals den Müttern ermöglichte, während der Klinikaufenthalte ihrer jüngeren Kinder bei diesen zu verbleiben.
1961, kurz nach Gründung von Amnesty International (AI), schloss sich Helen Bamber dieser Organisation an und wurde Leiterin der ersten britischen Filiale. 1974 half sie bei der Errichtung der Medizinischen Sektion innerhalb von AI und wurde deren Generalsekretärin. Hier etablierte sie auch spezielle Hilfsprogramme für Folteropfer, die häufig eine medizinische und psychologische Langzeitbetreuung benötigen. Diese Arbeit setzte sie in leitender Funktion bis 2002 fort, um sich nach ihrem Rücktritt noch stärker der Patientenarbeit widmen zu können.
Im Jahr 2005 errichtete sie die Helen Bamber Foundation zur Unterstützung von Menschen, die Opfer von Menschenrechtsverbrechen wurden.
Helen Bamber war mit einem deutschen Überlebenden des Holocaust verheiratet; die Ehe wurde geschieden. Sie wurde Mutter zweier Söhne. Bamber starb am 21. August 2014 in ihrer Geburtsstadt London im Alter von 89 Jahren.

## Ehrungen
- Officer des Order of the British Empire
- European Woman of Achievement, 1993
- Award for a Lifetime’s Achievement in Human Rights, 1998
- Beacon Fellowship Prize, 2006
- Acht Ehrendoktorate verschiedener britischer Universitäten